# Rhododendron praeteritum
Rhododendron praeteritum är en ljungväxtart som beskrevs av John Hutchinson. Rhododendron praeteritum ingår i släktet rododendron, och familjen ljungväxter. Utöver nominatformen finns också underarten R. p. hirsutum.